# Aeroportul Front Royal-Warren County
Aeroportul Front Royal-Warren County (IATA: FRR, ICAO: KFRR, FAA LID: FRR) este un aeroport din Virginia, Statele Unite ale Americii ce deservește zona Front Royal⁠(d). A fost numit după zona deservită.
Situat la o altitudine de 216 m, aeroportul dispune de 1 pistă.

## Infrastructură

### Piste
Aeroportul dispune de o singură pistă. Pista 10/28 are suprafața de asfalt și dimensiunile 3.007 picioare × 75 picioare. 